# William Little Hughes
William Little Hughes auch William L. Hughes oder William Hughes (* 1822 in Dublin; † 5. Januar 1887 in Paris) war ein britischer Übersetzer. Er veröffentlichte auch unter den Pseudonymen William O’Gorman und William Little Hugues.

## Leben und Werk

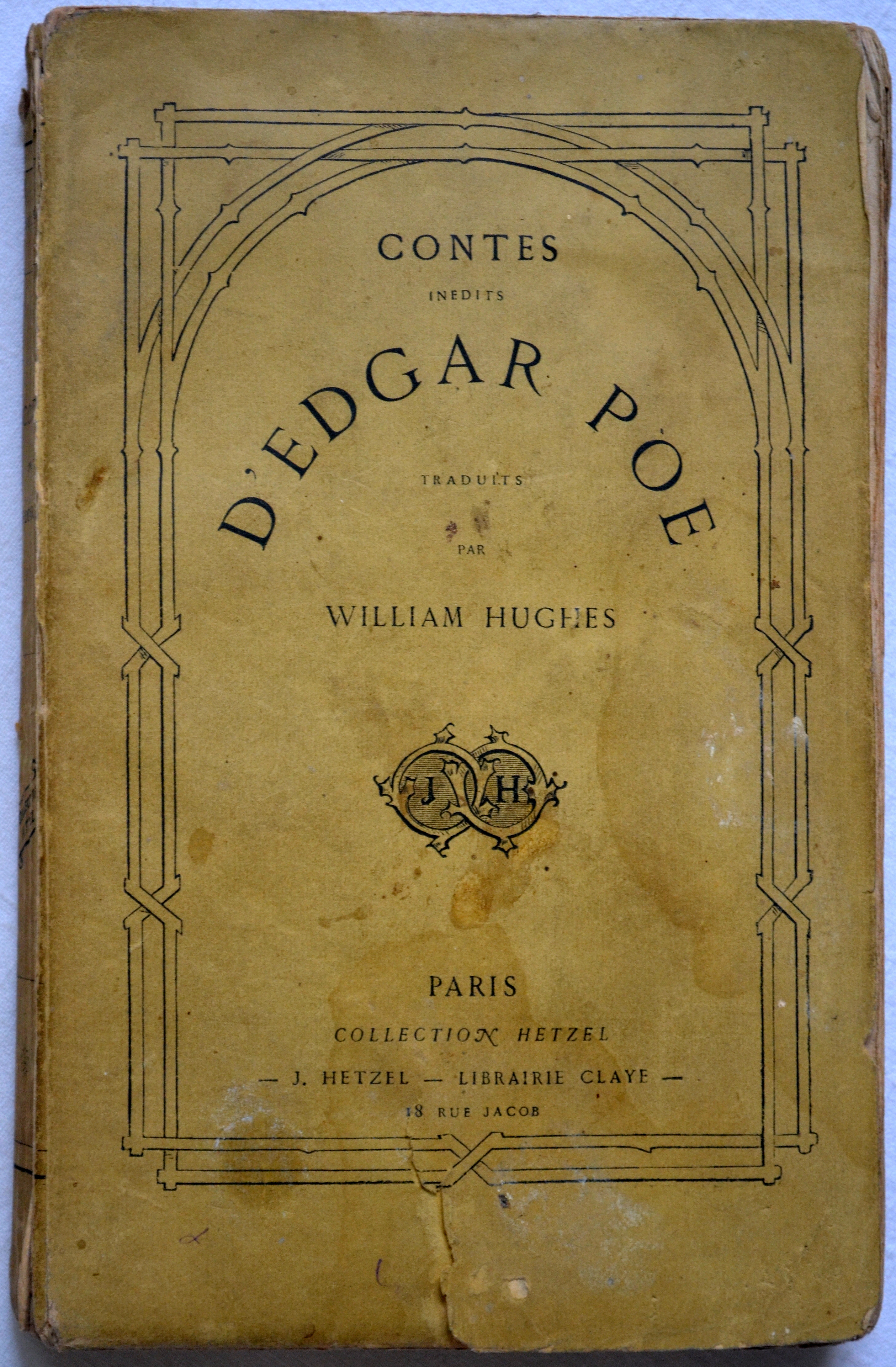
Erstausgabe von William Hughes’ Übersetzung: Contes inédits d’Edgar Poe aus dem Jahre 1862.

Hughes war der Sohn von William und Margaret Hughes, geb. Acheson. Er siedelte nach Paris über, wo er ab 1857 als höherer Beamter in der Abteilung für Auslandspresse des französischen Innenministeriums arbeitete.
Zwischen 1858 und 1886 übersetzte Hughes unter anderem Werke von Edward Bulwer, Charles Dickens, Michael Faraday, John Habberton, Edgar Allan Poe, William Makepeace Thackeray und Mark Twain aus dem Englischen ins Französische. Nach Charles Baudelaire (ab 1848) war Hughes erst der zweite Übersetzer, der Werke Edgar Allan Poes ins Französische übersetzte und so den US-amerikanischen Schriftsteller in Frankreich bekannt machte.
Hughes war zudem Sammler von Werken über William Shakespeare in zahlreichen Sprachen.

## Übersetzungen (Auswahl)
- 1855: Petite Dorrit von Dickens
- 1859: Les Mémoires d'un valet de pied von Thackeray
- 1862: Les contes inédits d’Edgar Poe
- 1876: Les Aventures de Tom Sawyer von Twain
- 1884: Les aventures d'Huckleberry Finn von Twain